# Ерік Геєр
Ерік Геєр (швед. Erik Gustaf Geijer; 12 січня 1783, Рансетер, Швеція — 23 квітня 1847, Стокгольм, Швеція) — шведський поет, історик, публіцист, композитор і педагог.

## Біографія
Ерік Геєр народився 12 січня 1783 року Навчався в Уппсальському університеті від 1799 по 1806 рр. У 1810 році там же став читати лекції з історії на посаді доцента. Від 1817 року — професор. У 1804 році відбулось знайомство знайомство Еріка Геєра з відомим шведським поетом Есаясом Теґнером, згодом їх єднала нерозривна дружба. У 1811 Геєр був одним з організаторів «Готського союзу» (Götiska Förbundet), однієї з авторитетних літературних організацій Швеції. У 1824 році став членом Шведської академії. Протягом 1822, 1830, 1836 та 1843—1844 був ректором Уппсальського унівеверситету. У 1835 році став членом Шведської королівської академії наук. Він був одним з видатних діячів шведської культури XIX століття. Своїми роботами вплинув на розвиток філософії, історіографії і теології в країні. Дотримувався ліберальних політичних поглядів, був членом Риксдагу. Посприяв скасуванню рабства у тогочасній шведській колонії Сен-Бартельмі.
Автор численних статей і монографій з історії, у тому числі фундаментального дослідження, своєї головної праці в трьох томах «Історія шведського народу», яке побачило світ у 1836 році. У цій праці критикував дієву роль шведської аристократії, що призвело до суперечки з Андерсом Фрікселлем.

## Поезія
Як поет відомий поемами «Вікінги», «Останній співак» та іншими.

## Композитор
Геєр ніколи не здобував музичної освіти, але він був добре відомий як композитор і збирач народної музичної творчості. Спільно з Арвідом Афцеліусом у 1816 році видав чотиритомну збірку «Шведські народні пісні» (Svenska folkvisor).

## Музичні твори
У XIX столітті великою популярністю користувалися вокальні твори Геєра, написані ним на власні слова. Менш відомі його інструментальні (фортепіанні і скрипкові) твори. Творчість Геєра-композитора зазнала впливу як класиків (Моцарта і Бетховена), так і сучасних йому романтиків (Вебера, Мендельсона і Шумана)

### Камерні твори
- Фортепіанний квінтет f-moll (1823)
- Фортепіанний квартет e-moll (1825)
- Фортепіанне тріо As-dur (1827)
- Два струнних квартети (F-dur, B-dur; обидва — 1846)
- Дві сонати для скрипки і фортепіано (g-moll, F-dur; обидві — 1819)
- Соната для віолончелі і фортепіано (1838)

### Твори для фортепіано
- Дві сонати для фортепіано у чотири руки (Es-dur, f-moll; 1819—1820)
- Соната g-moll (1810)
- Фантазія (1810)
- Дивертисмент (1824)

### Вокальні твори
- Чотири хори для чоловічих голосів
- Понад 60 пісень для голосу і фортепіано

### Інше
- Марш «Нарва» (1818)